# چیپس شکلات
چیپس شکلات (به انگلیسی: Chocolate chip) یا تکه‌های شکلات، تکه‌های کوچکی از شکلات شیرین شده هستند که به عنوان جزئی از تعدادی از دسرها (به ویژه کوکی‌ها و مافین) در آجیل و کمتر در برخی از غذاهای صبحانه مانند پنکیک استفاده می‌شود. آنها اغلب به صورت حجم‌های قطره ای شکل با پایه‌های دایره ای مسطح تولید می‌شوند. انواع دیگر چیپس شکلات‌ها به شکل بلوک‌ها و منشورهای مستطیلی یا مربعی هستند. آنها در اندازه‌های مختلف موجودند و معمولاً کمتر از ۱۰ میلیمتر (۰٫۳۹ اینچ) قطر دارند.

## منشأ
چیپس شکلات با اختراع بیسکویت‌های چیپسی شکلات در سال ۱۹۳۷ زمانی که روث گریوز ویکفیلد از مسافرخانه Toll House در شهر ویتمن، ماساچوست، تکه‌های برش خورده یک نوار شکلات نستله را به دستور پخت کوکی اضافه کرد، ایجاد شد. این کوکی‌ها موفقیت بزرگی داشتند و ویکفیلد در سال ۱۹۳۹ با نستله به توافق رسید تا دستور پخت خود را در ازای یک تدارک مادام العمر شکلات به بسته‌بندی نوار شکلات اضافه کند. در ابتدا، نستله یک ابزار خرد کردن کوچک همراه با نوارهای شکلات را شامل می‌شد. در سال ۱۹۴۱، نستله و حداقل یکی از رقبایش شروع به فروش شکلات به شکل "چیپس" (یا "تکه") کردند.

## انواع
در ابتدا، چیپس‌های شکلات از شکلات نیمه شیرین ساخته می‌شدند، اما امروزه طعم‌های زیادی از آن وجود دارند. از جمله تلخ و شیرین، کره بادام زمینی، تافی، شکلات نعناعی، شکلات سفید، شکلات تلخ، شکلات شیری، و چیپس‌های چرخان سفید و تیره.

## استفاده‌ها

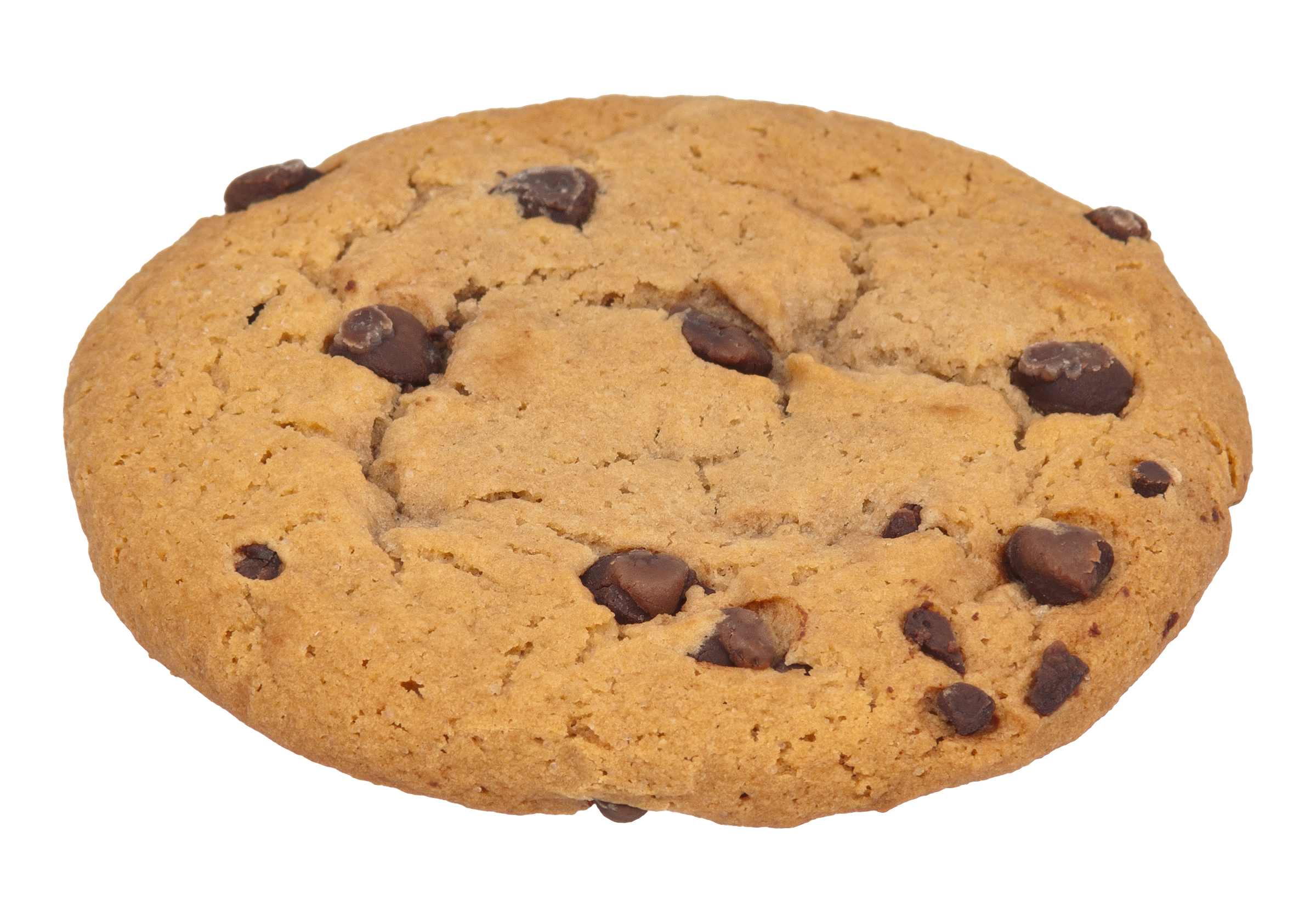
چیپس‌های شکلات در یک کوکی

چیپس شکلات را می‌توان در کلوچه‌ها، پنکیک، وافل، کیک، پودینگ، مافین، کرپ، پای، شکلات داغ و شیرینی‌های مختلف استفاده کرد. آنها همچنین در بسیاری از محصولات غذایی خرده فروشی دیگر مانند گرانولا، بستنی و آجیل یافت می‌شوند.

### پخت و ذوب شدن
چیپس شکلات را می‌توان ذوب کرد و در سس‌ها و سایر دستور العمل‌ها استفاده کرد. این تکه‌ها در دمای بین ۱۰۴ و ۱۱۳ درجه فارنهایت (۴۰ و ۴۵ درجه سلسیوس) به بهترین وجه ذوب می‌شوند. فرایند ذوب از ۹۰ درجه فارنهایت (۳۲ درجه سلسیوس) شروع می‌شود، زمانی که کره کاکائو در چیپس شروع به ذوب شدن می‌کند. دمای پخت هرگز نباید از ۱۱۵ درجه فارنهایت (۴۶ درجه سلسیوس) برای شکلات شیری و شکلات سفید تجاوز کند یا ۱۲۰ درجه فارنهایت (۴۹ درجه سلسیوس) برای شکلات تلخ، در غیر این صورت شکلات می‌سوزد.
اگرچه راحت است، اما چیپس‌های شکلات ذوب شده همیشه به عنوان جایگزینی برای شکلات پختنی توصیه نمی‌شوند. چون بیشتر چیپس‌های شکلات طوری طراحی شده‌اند که شکل خود را در هنگام پخت حفظ کنند و این چیپس‌ها نسبت به شکلات پختنی حاوی کره کاکائو کمتری هستند و بنابراین کار با ذوب شدهٔ آنها دشوارتر است.

## دسترس پذیری
چیپس شکلات به عنوان یک ماده پخت در ایالات متحده محبوب است. بیسکویت چیپس شکلاتی که منشأ آن ایالات متحده است، در بسیاری از نقاط جهان به‌طور گسترده در دسترس است. شرکت نستله و شرکت هرشیز برخی از تولیدکنندگان چیپس شکلات هستند.